# Quảng Xuân
Quảng Xuân là một xã thuộc huyện Quảng Trạch, tỉnh Quảng Bình, Việt Nam.

## Địa lý
Xã Quảng Xuân nằm ở phía đông nam huyện Quảng Trạch, có vị trí địa lý:
- Phía tây và phía nam giáp thị xã Ba Đồn
- Phía bắc giáp xã Quảng Hưng
- Phía đông giáp Biển Đông.

Xã Quảng Xuân có diện tích 11,66 km², dân số năm 2019 là 10.397 người, mật độ dân số đạt 892 người/km².

## Hành chính
Xã Quảng Xuân được chia thành 4 thôn: Xuân Hòa, Thanh Bình, Thanh Lương, Xuân Kiều.